# Фесенко Геннадій Васильович
Фесенко Геннадій Васильович (нар. 20 вересня 1955, Київ, УРСР) — український зоолог, орнітолог.

## Життєпис
Народився 20 вересня 1955 року в м. Києві.
Протягом 1972-1977 здобув вищу освіту на біологічному факультеті Київського національного університету імені Тараса Шевченка.
З лютого 1977 року працює в Інституті зоології імені І.І. Шмальгаузена НАН України.

## Наукова діяльність
Автор кількох монографічних зведень щодо орнітофауни України і один із розробників системи українських вернакулярних назв птахів.
Велику увагу приділяє аналізу складу орнітофауни України і впорядкуванню переліків орнітофауни. Праця «Анотований список українських наукових назв птахів фауни України» (спільно з Андрієм Бокотеєм) має вже три видання. Одна з найвідоміших праць дослідника (також спільно з А. Бокотеєм) — довідник «Птахи фауни України» (2002 рік). Етапною і знаковою для України стала мега-збірка назв птахів світу українською мовою, видана у 2018 році.

## Монографічні праці і збірки
1. Фесенко Г. В. Вітчизняна номенклатура птахів світу. — Кривий Ріг : ДІОНАТ, 2018. — 580 с. — ISBN 978-617-7553-34-1.
2. Фесенко Г. В., Бокотей А. А. Птахи фауни України − К., 2002. − 416 с.
3. Фесенко Г. В., Бокотей А. А. Анотований список українських наукових назв птахів фауни України (з характеристикою статусу видів). — Видання третє, доповнене. — Київ-Львів, 2007. — 111 с. [Архівовано 5 березня 2016 у Wayback Machine.]
4. Фауна України: охоронні категорії. Довідник / ред. О. Годлевська, Г. Фесенко. — Видання друге, перероблене та доповнене. — К., 2010. — 80 с. [Архівовано 4 березня 2016 у Wayback Machine.]
5. Фесенко Г. Птахи садів і парків Києва. — Кривий Ріг: Мінерал, 2010. — 235 с. — ISBN 978-966-2311-29-7 [Архівовано 3 грудня 2011 у Wayback Machine.]
6. Публіцистика Геннадія Фесенка [Архівовано 16 жовтня 2011 у Wayback Machine.]

## Окремі спеціальні праці
- Загороднюк І., Фесенко Г. Двійникові таксономічні комплекси серед птахів фауни Східної Європи // Науковий вісник Ужгородського університету. Серія Біологія. — 2004. — Випуск 15. — С. 5–19. [Архівовано 25 жовтня 2014 у Wayback Machine.]

- Фесенко Г. Форми українських назв родового рівня в класифікації птахів фауни України[недоступне посилання з травня 2019] // Вісник Львівського ун-ту. Серія біологічна. — 2007. — Вип. 43. — С. 3-12.

- Фесенко Г. В. Уніфікація українських наукових назв таксонів надродового рівня у класифікації птахів світу // Наукові записки Державного природознавчого музею. — Львів, 2008. — Випуск 24. — С. 207—218.
- Фесенко, Г. В.; Михалевич, О. А.; Кныш, Н. П. Соответствуют ли сроки весеннего прилета птиц сезонному развитию экосистем? // Вестник зоологии. — 1996. — № 4-5. — С. 36-45.